# دیوید مک‌کولو
دیوید مک‌کولو (انگلیسی: David McCullough)؛ (زادهٔ ۷ ژوئیهٔ ۱۹۳۳ – درگذشتهٔ ۷ اوت ۲۰۲۲) یک مورخ، و پدیدآور اهل ایالات متحده آمریکا بود. او با نگارش کتابهای زندگینامه ترومن و جان آدامز دو بار برنده جایزه پولیتزر شده‌است.

## زندگی‌شخصی و مرگ
مک‌کولو یک دوره نویسندگی در دانشگاه وسلین تدریس کرد و یک محقق مدعو در دانشگاه کرنل و کالج دارتموث بود.
مک‌کولو پس از یک دوره ناتوانی در سلامتی، در ۷ اوت ۲۰۲۲ در خانه خود در هینگهام، ماساچوست در سن ۸۹ سالگی درگذشت.

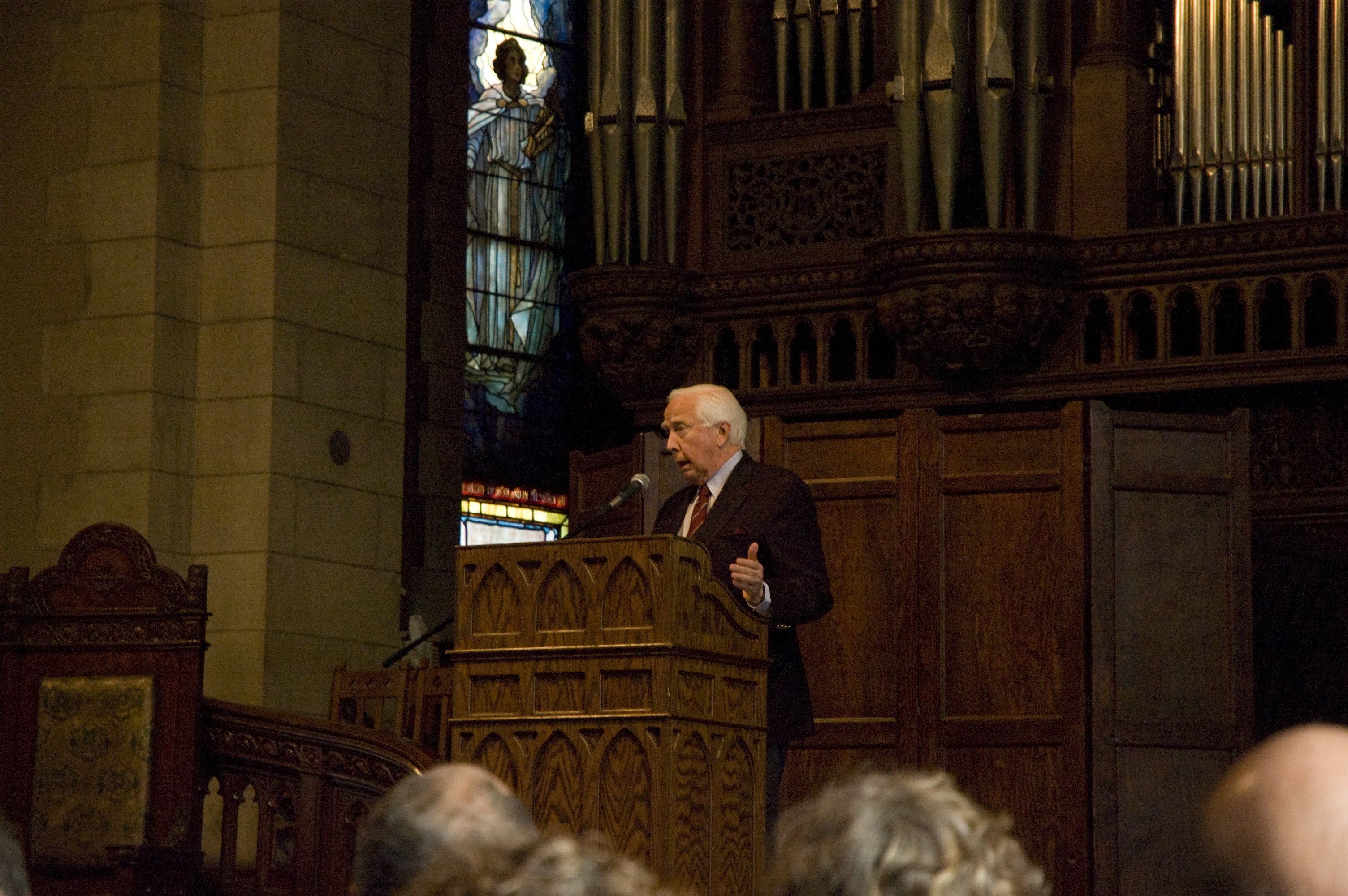
مک‌کالو درحال سخنرانی در سال ۲۰۰۸ در کالج واسار

## منابع

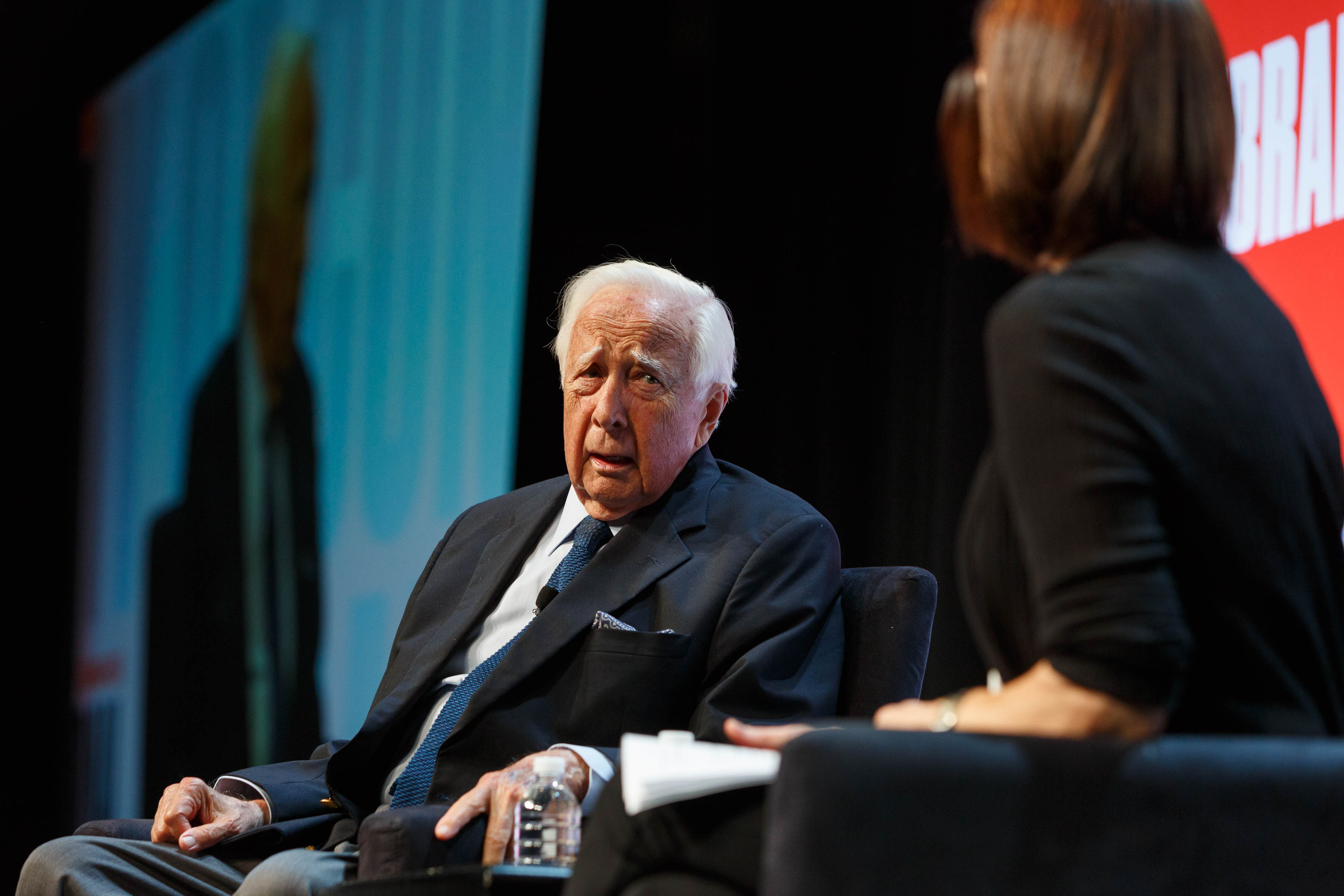
مک‌کالو در حال صحبت با ماری آرانا در جشنواره ملی کتاب در سال ۲۰۱۹

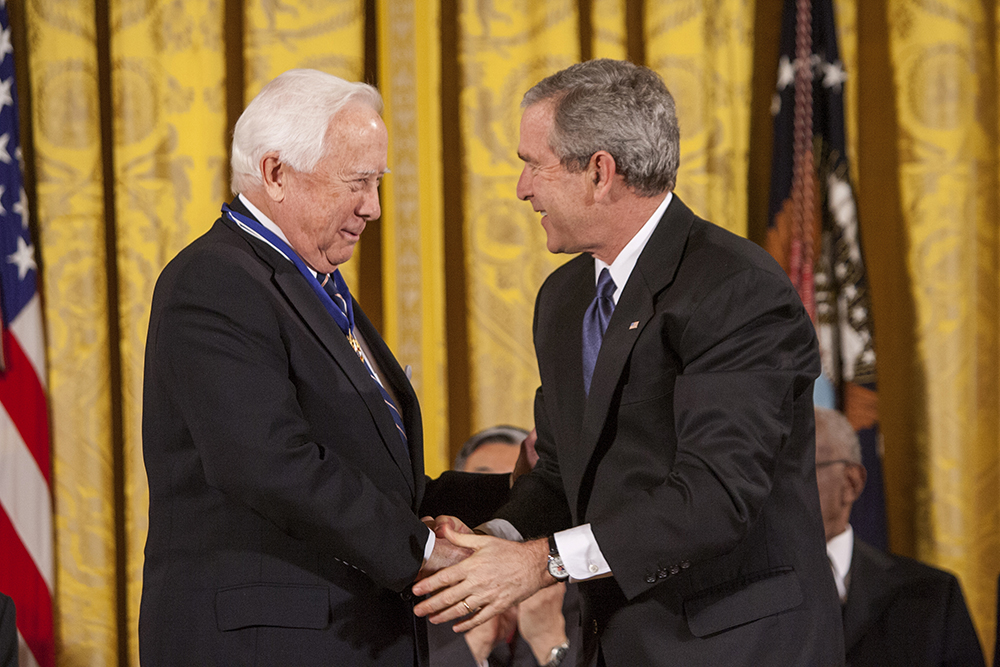
اهدای مدال آزادی ریاست‌جمهوری به مک‌کالو توسط رئیس‌جمهور جورج دبلیو بوش در سال ۲۰۰۶.